# Pop Classics
Pop Classics è una raccolta del gruppo progressive rock britannico The Alan Parsons Project, pubblicata nell'ottobre del 1989 dalla EVA Records.

## Descrizione
Pop Classics raccoglie una selezione di 16 brani tra i più celebri del The Alan Parsons Project, fondato nel 1975 da Alan Parsons ed Eric Woolfson, estratti da tutti gli album tranne Tales of Mystery and Imagination Edgar Allan Poe. Tutti i brani sono stati rimasterizzati in digitale dalla Digipro-Brussels.
La quantità di brani estratti da ogni album è la seguente:
- 1 da I Robot del 1977
- 1 da Pyramid del 1978
- 1 da Eve del 1979
- 4 da The Turn of a Friendly Card del 1980
- 4 da Eye in the Sky del 1982
- 1 da Ammonia Avenue del 1984
- 2 da Vulture Culture del 1985
- 1 da Stereotomy del 1986
- 1 da Gaudi del 1987

Nella raccolta vi sono cinque brani strumentali.

## Tracce
Testi e musiche di Eric Woolfson e Alan Parsons; edizioni musicali EVA Records e Arista Records.
1. Sirius (Eye in the Sky - 1982) – 1:54 – Strumentale
2. Eye in the Sky (Eye in the Sky - 1982) – 4:36 – Voce: Eric Woolfson
3. Don't Answer Me (Ammonia Avenue - 1984) – 4:12 – Voce: Eric Woolfson
4. Limelight (Stereotomy - 1986) – 4:40 – Voce: Gary Brooker
5. The Gold Bug (The Turn of a Friendly Card - 1980) – 4:34 – Strumentale
6. The Same Old Sun (Vulture Culture - 1985) – 5:24 – Voce: Eric Woolfson
7. The Turn of a Friendly Card (The Turn of a Friendly Card - 1980) – 2:40 – Voce: Chris Rainbow
8. Mammagamma (Eye in the Sky - 1982) – 3:35 – Strumentale
9. Games People Play (The Turn of a Friendly Card - 1980) – 4:17 – Voce: Lenny Zakatek
10. Let's Talk About Me (Vulture Culture - 1985) – 4:27 – Voce: David Paton
11. Lucifer (Eve - 1979) – 5:06 – Strumentale
12. The Eagle Will Rise Again (Pyramid - 1978) – 4:21 – Voce: Colin Blunstone
13. I Robot (I Robot - 1977) – 6:01 – Strumentale
14. Inside Looking Out (Gaudi - 1987) – 6:22 – Voce: Eric Woolfson
15. Old and Wise (Eye in the Sky - 1982) – 4:53 – Voce: Colin Blunstone
16. Time (The Turn of a Friendly Card - 1980) – 5:02 – Voce: Eric Woolfson

Durata totale: 72:04